# Rabangodu Utara
Rabangodu Utara is een bestuurslaag in het regentschap Bima van de provincie West-Nusa Tenggara, Indonesië. Rabangodu Utara telt 4687 inwoners (volkstelling 2010).